# Let Me Fly
"Let Me Fly" var Maltas bidrag till Eurovision Song Contest 1997, och sjöngs av Debbie Scerri.
Låten är en ballad, där Debbie Scerri påminns om en tidigare relation då hon hör en sång spelas.
Låten startade nummer 18 ut den kvällen (efter Greklands Marianna Zorba med "Horepse" och före Ungerns V.I.P. med "Miért kell, hogy elmenj?"). Vid slutet av omröstningen hade den fått 66 poäng, och slutade på nionde plats.